# Jack Underman
John O. "Jack" Underman (Ohio, 17 de agosto de 1925 — Elyria, 23 de outubro de 1969) foi um jogador norte-americano de basquete profissional. Foi a sétima escolha geral no draft da BAA (hoje NBA) em 1947 pelo St. Louis Bombers.